# Maj Odelberg
Maj Odelberg, född Gullbring 26 oktober 1918 i Engelbrekts församling i Stockholm, död 25 maj 2001 i Lovö distrikt i Ekerö kommun, var en svensk museipedagog och intendent. Hon var förste intendent vid Statens historiska museum 1978–1983. Hon är även känd som inspirationskällan till Gullan från Arkadien i böckerna om Pelle Svanslös.

## Biografi
Maj Gullbring föddes i Stockholm som dotter till överläkaren Alf Gullbring och dennes maka Dagmar, född Svan. Hon studerade arkeologi vid Uppsala universitet mellan 1937 och 1941, då hon tog filosofie kandidatexamen. Under studietiden träffade hon sin blivande make Wilhelm Odelberg, senare överbibliotekarie. De två gifte sig 1944.
Hon inledde karriären som amanuens vid Västerbottens läns hembygdsförbund 1941–1942. Därefter kom hon till Tekniska museet där hon var fram till 1945. Hon arbetade dock även med utställningen ”10 000 år i Sverige”, som 1943 blev den första i Historiska museets nya lokaler på Östermalm. Mellan 1945 och 1955 var Odelberg arbetsledare och sekreterare för föreningen Pietas som 1949 införlivades i Riksantikvarieämbetet. 1955 kom Odelberg till pedagogiska avdelningen på Statens historiska museum, där hon skulle bli kvar fram till pensioneringen. Först var hon anställd som antikvarie, för att 1975 bli intendent och tillförordnad chef. 1978 utsågs hon till ordinarie chef och förste intendent. Hon pensionerades 1983.
Odelberg var en flitig författare och skrev bland annat för Historiska museets klubb. Några viktigare verk innefattar resevägledningen Värt att se i Sverige från 1978 och serien Rikets antikvarier, utgiven i en samlingsvolym 1982 av Riksantikvarieämbetet.

### Roll i Pelle Svanslös
Under studietiden i Uppsala lärde Maj Gullbring känna den tio år äldre Gösta Knutsson som då var ordförande för studentkåren. När den första boken om Pelle Svanslös kom ut 1939 var det en illa dold hemlighet att katterna hade mänskliga förebilder. Maj Gullbring bodde i studenthemmet Arkadien och räknade snabbt ut att Gullan från Arkadien var inspirerad av henne. I en intervju i Dagens Nyheter 1995 uttryckte Odelberg viss frustration över att förknippas med den fiktiva katten: ”I hela mitt liv, jämt, jämt, har jag förföljts av Gullan från Arkadien. Ingen vill tala om mitt fyrtioåriga, trägna arbete vid Historiska museet.”

### Familj
Maj och Wilhelm Odelberg hade tre barn: döttrarna Anna och Eva samt sonen Sten. Sten omkom 1968, 19 år gammal, i en bilolycka i USA. Makarna Odelberg är begravda på Ingarö kyrkogård.